# 平川景子
平川 景子（ひらかわ けいこ 1963年 - ）は、日本の社会学者。専門は、社会教育学、ジェンダー論。

## 人物
1963年、千葉県に生まれる。千葉県立船橋高等学校を経て、1985年3月、早稲田大学教育学部教育学科社会教育専攻卒業。1987年3月、早稲田大学大学院文学研究科教育学専攻修士課程修了。1992年3月、早稲田大学大学院文学研究科教育学専攻博士課程単位取得満期退学。学位は学士(教育学)、修士(文学)。
東洋大学文学部非常勤講師、明治大学文学部非常勤講師、早稲田大学第一・第二文学部非常勤講師、明治大学文学部准教授を経て、2015年より同教授、翌2016年からは文学研究科教授。専門は、社会教育学。